# Snow Garden
Albums de CoCo
Strawberry
(1990) Straight
(1991)
Singles
Snow Garden est le deuxième album du groupe de J-pop CoCo, sorti en 1990.

## Présentation
L'album sort le 7 novembre 1990 au Japon sous le label Pony Canyon, aux formats CD et K7. Il atteint la 5e place du classement des ventes de l'Oricon, et reste classé pendant cinq semaines ; il restera le deuxième album le plus vendu du groupe, après Strawberry. Les premiers exemplaires de l'album (first press) incluent un mini-carnet de note en supplément (version CD) ou un mini-carnet d'adresses (version K7).
C'est en fait un mini-album ne contenant que cinq pistes, dont un titre déjà paru en face A du quatrième single du groupe sorti deux mois auparavant : Sasayaka na Yūwaku. Les titres de l'album ont été écrits par divers artistes, dont Neko Oikawa qui a écrit les paroles de deux d'entre eux. Deux des chansons de l'album, Kimi no Uta, Boku no Uta et celle du single,  figureront aussi sur la compilation CoCo Ichiban! qui sortira l'année suivante.

## Liste des titres
| 1. | Ashita no Koi (明日の恋)                        | 2:58 |
| 2. | The First Snow (THE FIRST SNOW)                 | 4:49 |
| 3. | Yōseitachi no Rhapsody (妖精たちのラプソディー) | 4:16 |
| 4. | Kimi no Uta, Boku no Uta (君の歌、僕の歌)       | 4:53 |
| 5. | Sasayaka na Yūwaku (ささやかな誘惑)             | 4:29 |